# António Saleiro
António Manuel do Carmo Saleiro (Almodôvar, 29 de Outubro de 1952 — Lisboa, 7 de Julho de 2020) foi um político, professor, advogado e empresário português.

## Biografia

### Nascimento e formação
Nasceu na localidade de Almodôvar, em 29 de Outubro de 1952. Fez a licenciatura e a pós-graduação em Direito Publico-Económico e Administração Pública, e o mestrado em Direito.

### Carreira política e profissional
Foi deputado do Partido Socialista na Assembleia da República, durante a terceira, sétima e oitava legislaturas, eleito pelo Circulo de Beja, tendo exercido esta função entre 1984 e 1985 e depois de 1997 a 1999. Ocupou a posição de presidente da Câmara Municipal de Almodôvar durante vários mandatos, entre 1982 e 1995. Entre 1995 e 1997, exerceu como governador civil do Distrito de Beja, tendo sido antecedido por Luís Colaço Gomes Serrano e sucedido por Agostinho Marques Moleiro. Demitiu-se do cargo de governador civil de Beja em 1997 e assumiu o mandato de deputado à Assembleia da República, depois de ser avançado pelo jornal O Independente que existia uma investigação da Polícia Judiciária a António Saleiro por eventual burla ao Estado, no âmbito de um negócio em que, alegadamente, António Saleiro e a empresa M. J. Saleiro compravam gasóleo agrícola, por natureza de preço mais reduzido, e o revendiam ao preço comercial. António Saleiro negou todas as suspeitas, no entanto, permaneceu suspeito, devido ao aumento do seu património de forma incompatível com os seus rendimentos, tendo sido também suspeito de evasão fiscal no âmbito de negócios com empresários chineses e macaenses. Ainda assim, a Procuradoria-Geral da República decidiu arquivar este último inquérito, depois de apenas ter ouvido António Saleiro e cinco testemunhas por si indicadas, concluindo pela inexistência de elementos de prova suficientes que pudessem conduzir à acusação contra António Saleiro. Presidiu à Federação do Baixo Alentejo do Partido Socialista, e foi membro da Conferência Permanente dos Poderes Locais e Regionais da Europa, em Estrasburgo.
Trabalhou igualmente como empresário, advogado e professor universitário, no Instituto Superior Manuel Teixeira Gomes. Em Março de 2005, tornou-se presidente da Associação Comercial do Distrito de Beja, posição que ocupou até 2008. Na altura do seu falecimento, era presidente da mesa da Assembleia Geral da Santa Casa da Misericórdia de Almodôvar. Em Abril de 2015, foi o orador principal da tertúlia Movimento Municipalista em Portimão.
Editou a sua tese de mestrado sob forma de livro, intitulado "O Mito do Poder Local".

### Morte
Morreu em 7 de Julho de 2020, num hospital em Lisboa, vítima de doença prolongada. A Federação do Baixo Alentejo do Partido Socialista emitiu uma nota de pesar, onde o recordou como um «militante do Partido Socialista e cidadão com uma sustentada intervenção cívica e política em Almodôvar e na região», e salientou que «António Saleiro bateu-se pela região e pela realidade rural, ao seu estilo, não deixava ninguém indiferente».